# The Talk
The Talk är en pratshow skapad av skådespelaren Sara Gilbert, som även är programmets exekutiva producent. Programmet hade premiär i amerikansk tv den 18 oktober 2010  och sänds på CBS som en del av CBS Daytime. 
I panelen har Sara Gilbert sällskap av Julie Chen som moderator, Sheryl Underwood, Aisha Tyler, och Sharon Osbourne som tillsammans diskuterar dagens största snackisar samtidigt som de väver in programmets tema av moderskap eller föräldraskap genom att säga sina åsikter "från en mors synvinkel". Showen gästas även av olika kändisar.